# نينا (مغنية)
نينا هي مغنية ألمانية، ولدت في 29 سبتمبر 1983.

## وصلات خارجية
- الموقع الرسمي
- نينا على موقع ميوزك برينز (الإنجليزية)
- نينا على موقع أول ميوزيك (الإنجليزية)
- نينا على موقع ديسكوغز (الإنجليزية)